# Resolutie 1401 Veiligheidsraad Verenigde Naties
Resolutie 1401 van de Veiligheidsraad van de Verenigde Naties werd op 28 maart 2002 unaniem aangenomen door de VN-Veiligheidsraad. Middels deze resoltie steunde de Veiligheidsraad de oprichting van een VN-hulpmissie voor Afghanistan, waar de overheid van dat land zelf om had gevraagd.

## Achtergrond
In 1979 werd Afghanistan bezet door de Sovjet-Unie, die vervolgens werd bestreden door Afghaanse krijgsheren. Toen de Sovjets zich in 1988 terugtrokken raakten ze echter slaags met elkaar. In het begin van de jaren 1990 kwamen ook de Taliban op. In september 1996 namen die de hoofdstad Kabul in. Tegen het einde van het decennium hadden ze het grootste deel van het land onder controle en riepen ze een streng islamitische staat uit.
In 2001 verklaarden de Verenigde Staten met bondgenoten hun de oorlog en moesten ze zich terugtrekken, waarna een interim-regering werd opgericht.

## Inhoud
De Veiligheidsraad herinnerde aan zijn vorige relevante resoluties en die van de Algemene Vergadering, en in het bijzonder diens resolutie 56/220 van 21 december 2001. De Raad haalde ook het recht van het Afghaanse volk om hun eigen politieke toekomst te bepalen aan. Op 22 december was in Afghanistan een interim-bestuur opgericht.
Het was verder van belang dat de illegale teelt en handel van drugs bestreden werd en dat de illegale wapenhandel werd aangepakt.
De Veiligheidsraad steunde de oprichting van een VN-bijstandsmissie in Afghanistan, UNAMA, voor een periode van twaalf maanden. Ook werd de secretaris-generaal Kofi Annan gesteund, die alle VN-activiteiten in het land mocht opzetten.
Verder werd benadrukt dat naast humanitaire steun ook steun voor de heropbouw van Afghanistan nodig was die via het interim-bestuur en diens opvolger moest worden geleverd aan lokale autoriteiten die meewerkten aan het behoud van de veiligheid en respect voor de mensenrechten betoonden.

## Verwante resoluties
- Resolutie 1388 Veiligheidsraad Verenigde Naties
- Resolutie 1390 Veiligheidsraad Verenigde Naties
- Resolutie 1413 Veiligheidsraad Verenigde Naties
- Resolutie 1419 Veiligheidsraad Verenigde Naties

Lijst ·  1387 ·  1388 ·  1389 ·  1390 ·  1391 ·  1392 ·  1393 ·  1394 ·  1395 ·  1396 ·  1397 ·  1398 ·  1399 ·  1400 ·  1401 ·  1402 ·  1403 ·  1404 ·  1405 ·  1406 ·  1407 ·  1408 ·  1409 ·  1410 ·  1411 ·  1412 ·  1413 ·  1414 ·  1415 ·  1416 ·  1417 ·  1418 ·  1419 ·  1420 ·  1421 ·  1422 ·  1423 ·  1424 ·  1425 ·  1426 ·  1427 ·  1428 ·  1429 ·  1430 ·  1431 ·  1432 ·  1433 ·  1434 ·  1435 ·  1436 ·  1437 ·  1438 ·  1439 ·  1440 ·  1441 ·  1442 ·  1443 ·  1444 ·  1445 ·  1446 ·  1447 ·  1448 ·  1449 ·  1450 ·  1451 ·  1452 ·  1453 ·  1454